# Memorial Drive (Cambridge)
Der Memorial Drive ist eine als Parkway ausgelegte Straße in Cambridge im Bundesstaat Massachusetts der Vereinigten Staaten. Sie verläuft entlang des Nordufers des Charles River und ist auf ihrer gesamten Länge als U.S. Highway 3 bzw. Massachusetts Route 3 ausgewiesen. Der Abschnitt westlich der Boston University Bridge trägt die Kennung der Massachusetts Route 2.

## Geschichte

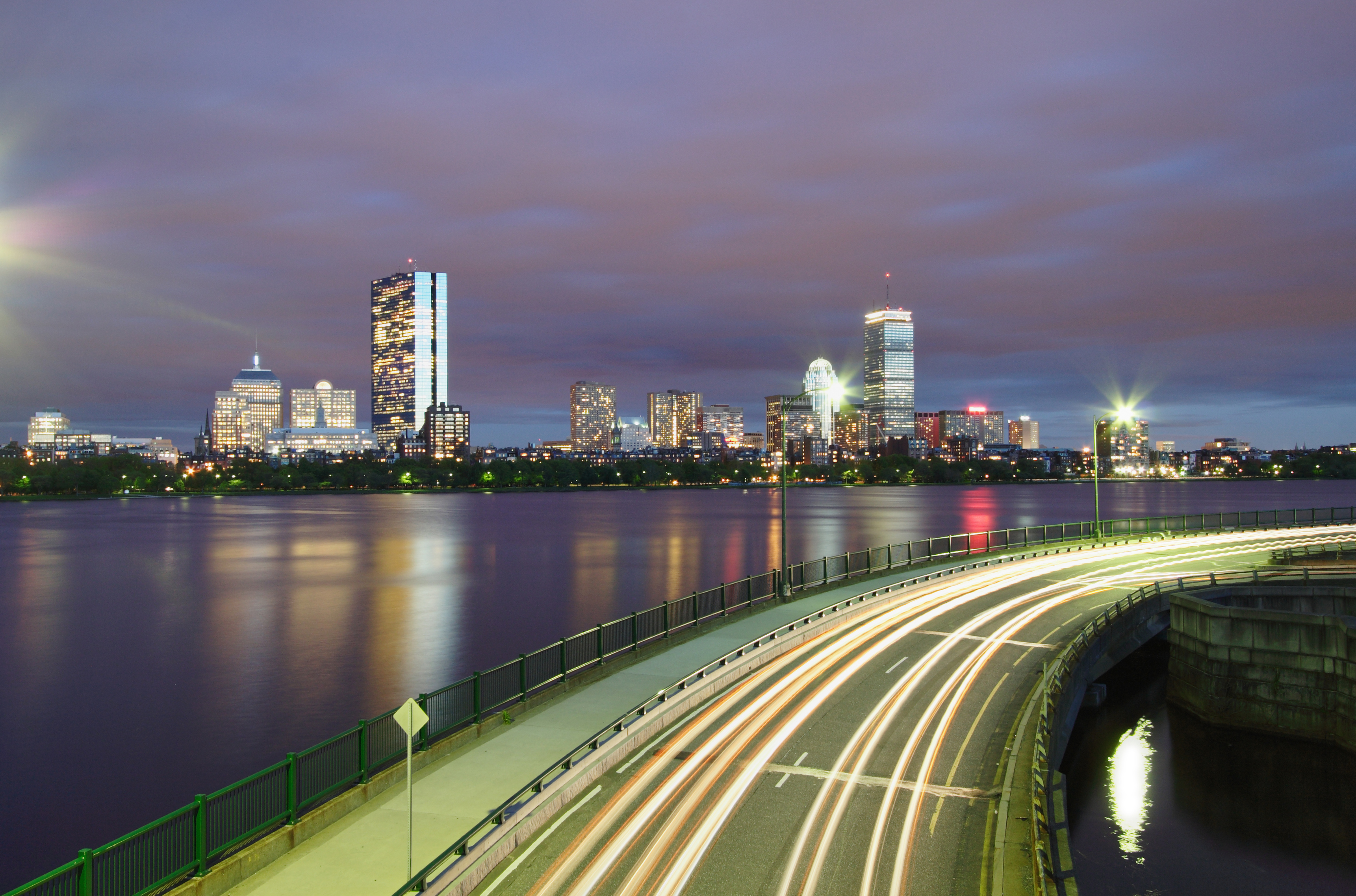
Der Memorial Drive an der Longfellow Bridge mit Blick auf den Bostoner John Hancock Tower

Die Straße wurde bis 1922 als Charles River Road geführt und wurde im Zuge der Übernahme des Charles River Park durch die Metropolitan District Commission umbenannt. Der Name wurde zu Ehren der Gefallenen des Ersten Weltkriegs gewählt.

## Hintergrund
Der Memorial Drive ist – ebenso wie die anderen Parkways entlang der Charles River Esplanade – Bestandteil des Metropolitan Park System of Greater Boston und wird vom Massachusetts Department of Conservation and Recreation (Nachfolger der Metropolitan District Commission) verwaltet. Da die Straße durch ein Naherholungsgebiet führt, ist das Teilstück zwischen der Western Avenue und dem Mount Auburn Hospital für motorbetriebene Fahrzeuge an Sonntagen in den Sommermonaten gesperrt und dann Fußgängern, Radfahrern, Inline-Skatern etc. vorbehalten. Diese Regelung gilt vom letzten Sonntag im April bis zum zweiten Sonntag im November und tritt an den betroffenen Tagen jeweils von 11 Uhr bis 19 Uhr in Kraft.
Der Mittelstreifen macht an einigen Stellen für einen Wechsel der Fahrtrichtung einen sog. Michigan Left erforderlich.